# Vincentius van Zaragoza

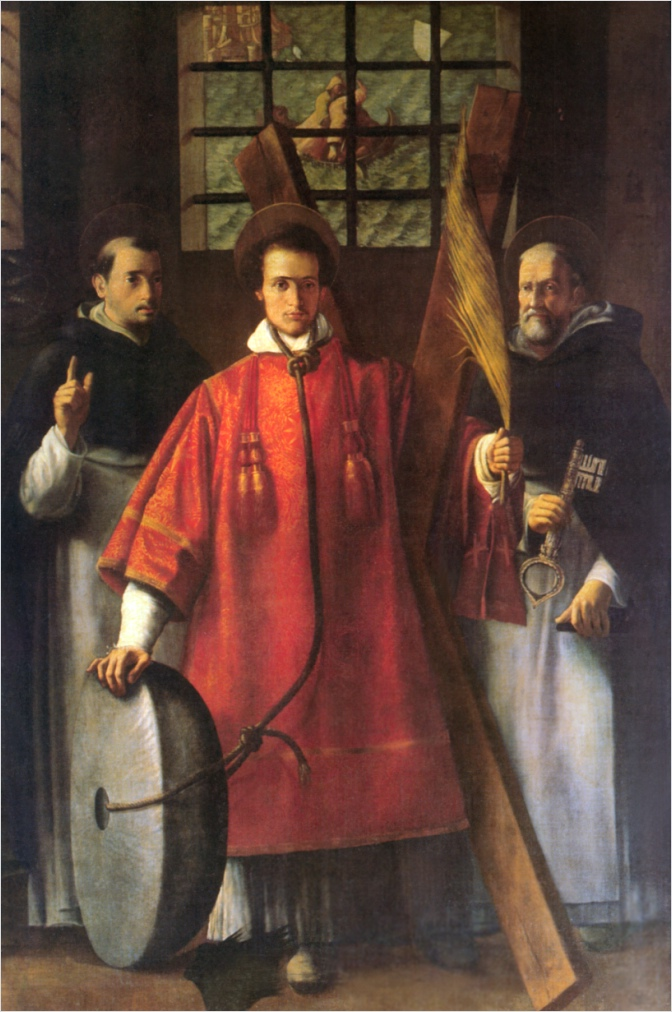
Vincentius van Zaragoza in gevangenschap (17e-eeuws)

Vincentius van Zaragoza (ook Saragossa gespeld) (ook Vicentius van Valencia genoemd) (? - 304) was de eerste Spaanse martelaar (tijdens de vervolgingen van Diocletianus). Er is maar weinig van hem bekend, behalve dat hij is gestorven in 304, toen hij diaken was onder bisschop Valerianus.

## Legendes
Door legenden over hem verbreidde zijn verering zich al vroeg over heel Spanje, naar Afrika, Italië en Frankrijk en vandaar door Bourgondische missionarissen naar de Elzas en verder naar Duitsland en Zwitserland.
Volgens de legende werd hij in zee geworpen met een molensteen om zijn nek, maar bleef hij gewoon drijven. Daarna werd hij letterlijk geroosterd, men verbrandde hem op een rooster. Dit leidde tot zijn dood.

## Iconografie
Vincentius wordt in de iconografie voorgesteld als een diaken met een martelaarspalm in de hand. Hij heeft naast zich een rooster. Soms heeft hij ook een druiventros, een boek, één of meerdere kruiken, een sikkel of een zilveren haak, een wierookvat, kettingen (waarmee hij was vastgebonden in de gevangenis), een toren, bloemen (omdat hij in de gevangenis op scherven moest slapen, die toen hij ging liggen spontaan veranderden in bloemen) en een schip. Dat laatste is omdat zijn lijk overboord werd gegooid. Zeldzaam is dat een raaf op de molensteen zit, die hij ook bij zich heeft. Dat verwijst naar de raaf die een wolf van zijn aangespoelde lijk verjaagde. Naast Vincentius staan een of meerdere engelen, die hem te eten gaven toen hij vastzat.
Vincentius is de patroonheilige van dakdekkers, scholieren, steenbakkers, zeelieden, kuipers, wijnbouwers en -handelaars. Hij wordt aangeroepen tegen buikpijn, koorts, zweren en ook voor het terugkrijgen van gestolen spullen.
Vincentius' feestdag is 22 januari.

## Eredienst
- Het eiland Saint Vincent is naar hem vernoemd. De naamdag van Vincentius van Zaragoza is de dag dat de eerste Europeaan, Christoffel Columbus, het eiland zag in 1498.
- Cabo de São Vicente in Portugal is naar hem vernoemd.
- Sint-Vincentiuskerk in Cardona
- Sint-Vincentiuskathedraal in Córdoba.
- Sint-Vincentiuskapel (Maarkedal) in Maarke-Kerkem.
- Sint-Vincentiuskerk in Eeklo